# Baloncesto femenino

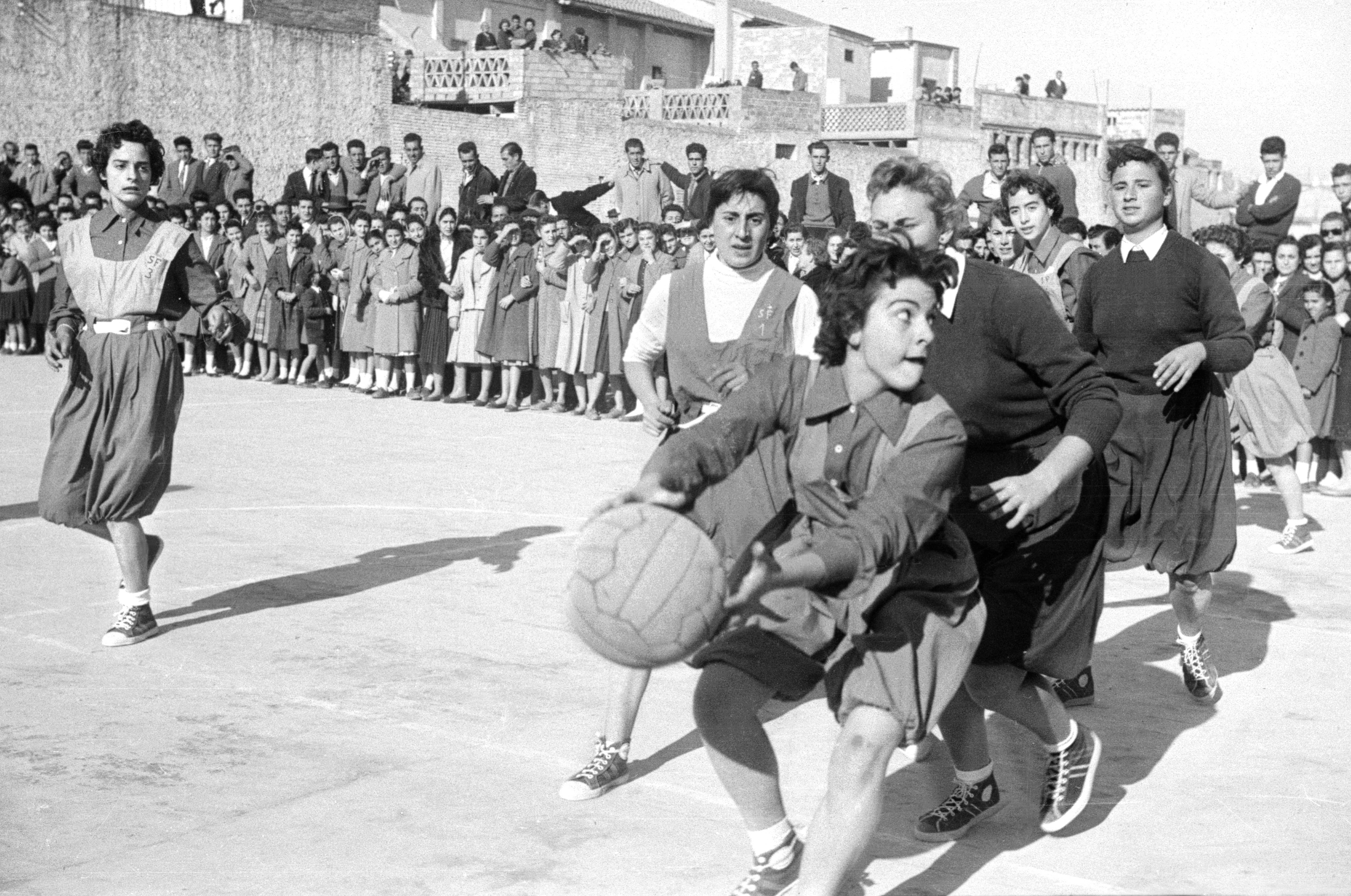
Baloncesto femenino en la Ribera Alta, en 1958

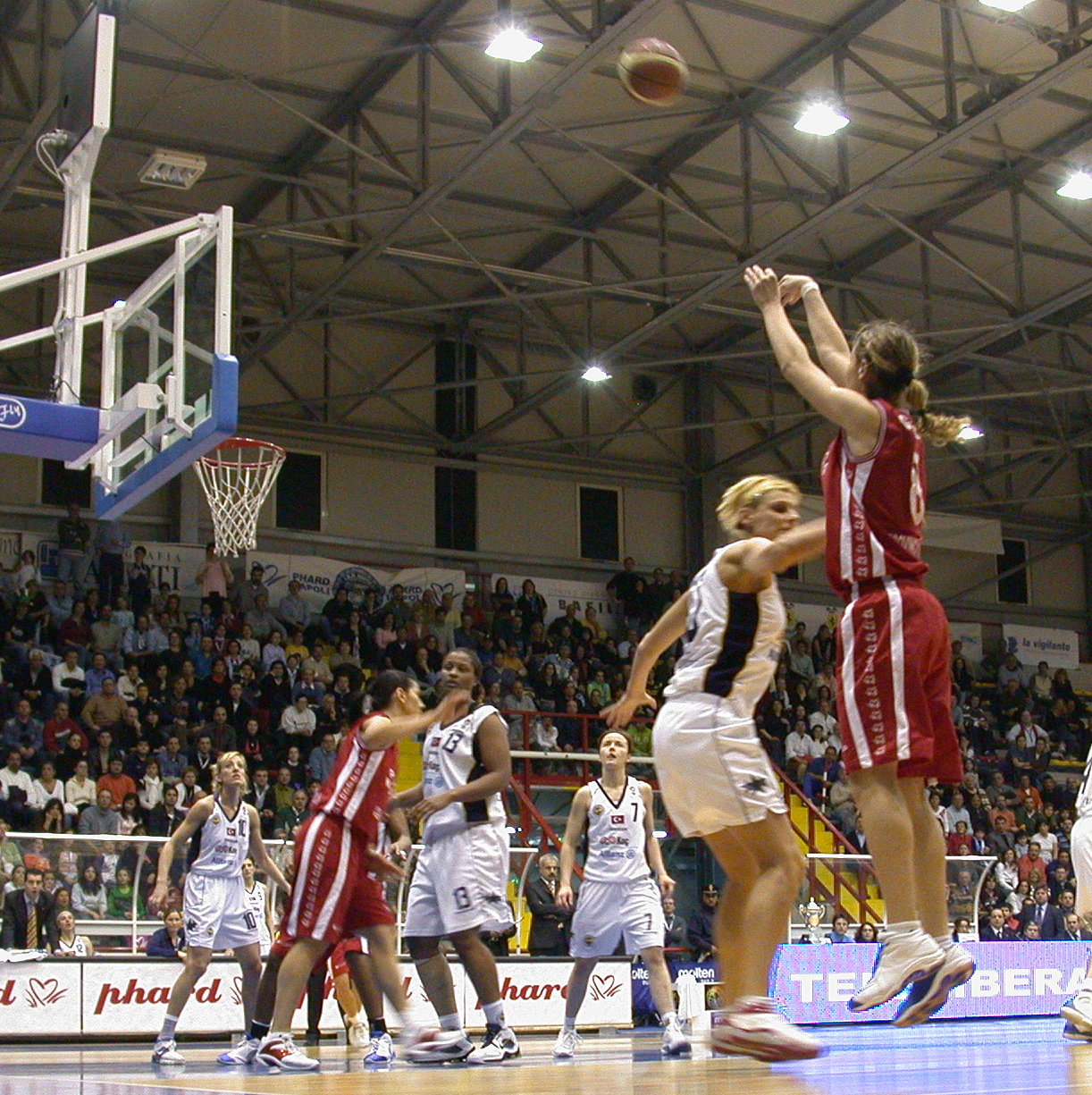
Sara Giauro realizó una canasta de tres puntos, Copa de Europa Femenina de la FIBA de 2005

El baloncesto femenino es uno de los pocos deportes que se desarrolló casi al mismo tiempo que el de masculino, y singularmente, con reglas de juego que, aunque inspiradas en las originales del baloncesto masculino, fueron adaptadas a las características motrices de las primeras jugadoras y evolucionaron por separado hasta el último tercio del siglo XX.  
El primer encuentro femenino se jugó en Estados Unidos, en el Smith College de Northampton (Massachusetts), el 21 de marzo de 1893, una universidad privada femenina cuya profesora de Educación Física, Senda Berenson, lo había introducido tras haberse informado de sus reglas directamente del creador, James Naismith; al ser un centro femenino, las 800 personas del público que asistió a este partido, entre alumnas de primer curso (freshwomen) y las de segundo (sophomore) eran todas mujeres (los hombres no podían entrar). 
Entre las reglas introducidas por Senda Berendon, se incluyen las siguientes:
- La pista se divide en tres zonas con 6 jugadoras por equipo. Dos jugadoras son asignadas a cada zona (base, pívots y alero) y no pueden cruzar la línea ni pasar a otras áreas.
- El balón avanza de sección a sección a través del pase o del bote.
- Las jugadoras tan solo pueden dar tres botes y no pueden tener la posesión del balón más de tres segundos.
- No se puede quitar o golpear la pelota lejos del jugador.
- Se hace un salto desde el centro del campo tras cada canasta.
- Se utilizan cestas de melocotones y balones de fútbol.

Estas reglas fueron evolucionando por separado de las del juego masculino hasta finales del decenio de 1960.
El primer partido de equipos universitarios femeninos, entre la Universidad de California en Berkeley y la Universidad de Stanford, se jugó en abril de 1896, dos años antes que el primer partido masculino universitario.
En 1889 se crea el Women’s Basket Ball Rules Commitee en la Conference of Physical Education. El objetivo fue crear reglas uniformes y directrices referentes al juego ya que se había endurecido. Ese mismo año, la Oregon State University crea el baloncesto femenino como deporte universitario (dos años antes de que naciera el equipo masculino).
En 1901 el baloncesto llega a Connecticut y se funda el Connecticut Agricultal College que, posteriormente, se convertiría en la famosa UConn cuna de jugadoras como Diana Taurasi, Maya Moore, Sue Bird o Breanna Stewart. 
El baloncesto femenino se va haciendo cada más popular y el 22 de febrero de 1975, 11.969 personas asisten al Madison Square Garden para ver el partido que enfrentaba a Inmaculata contra Queens College.